# 1881 en droit
Cet article présente les faits marquants de l'année 1881 en droit.

## Événements

### Mai
- 12 mai : signature entre le bey de Tunis et le gouvernement français du traité du Bardo qui instaure le protectorat de la France sur la Tunisie.

## Naissances
- 11 octobre à Prague, Tchécoslovaquie : Hans Kelsen, juriste américain d'origine autrichienne (décédé le 19 avril 1973 à Orinda, Californie)